# 종착역 시리즈
《종착역 시리즈》(일본어: 終着駅シリーズ 슈차쿠에키 시리즈[*])는 1990년 12월 8부터 일본의 TV 아사히에서 방영된 형사 드라마이다.

## 출연
- 츠유구치 시게루 - 우시오 제나오 (1990-1994년)
- 가타오카 쓰루타로 - 우시오 제나오 (1996-2019년)